# 専修大学グリーンマシーン
- 専修大学グリーンマシン

専修大学体育会アメリカンフットボール部グリーンマシーン（せんしゅうだいがくたいいくかいアメリカンフットボールぶ：英語: Senshu University GREEN MACHINE）は、専修大学体育会に所属するアメリカンフットボールチームである。
関東学生アメリカンフットボール連盟2部リーグAブロック所属。チームカラーはグリーン、ホワイト。

## 概要
1963年創部。低迷期も長かったが昭和50年代後半、監督･コーチの的確な指導と部員たちの努力が実り、一気に上昇気流をつかんだ。今では関東の名門チームのひとつに数えられている。1991年に大学日本一を決める甲子園ボウル（東西大学王座決定戦）には一度出場したが、王座の栄冠をつかむことはできなかった。部員たちは目標をその一点に絞り、関東大学リーグで奮戦を続けている。

## 歴史
1963年同好会として発足。1965年に加盟校増加により、2部＋3部を2部4ブロック（A - D）に再編成された関東大学連盟に一橋大学や東海大学などと共に加盟。
1978年からニックネームのグリーンマシンを名乗るようになった。1981年、関東学生連盟の1・2部制移行により2部リーグとなったが、リーグ6試合259得点、失点0の完全優勝、1部昇格を果たした。1部昇格後、1986年に1部Bブロック初優勝。桜美林大学との引き分けを除く、無敗優勝だった。関東選手権パルサーボウルに初出場するが、日本大学に敗退した。
1991年に5年振りにブロック優勝を果たし、決勝(横浜スタジアム)で5連覇中の日本大学を敗って日産パルサーボウルで初優勝した。歴代最多の45000人が詰めかけた初出場の甲子園ボウルは20対25で関西学院大学に惜敗した。
2016年に2部降格。2017年は、２部Ｂブロックのリーグ戦で優勝し、入れ替え戦へ進出。昨年度入れ替え戦で敗れて降格となった一橋大学との一戦を制し、1部BIG8へ昇格した。
2021年に2部Bブロックで全勝優勝を果たし、2022年から1部BIG8に戦いの場を移す。
2023年、成蹊大学との入れ替え戦に敗れ、二部降格となった。

## 主な戦績

### 甲子園ボウル（全日本大学選手権決勝戦）
- 1991年 専修大学 20-25 関西学院大学

### 定期戦
対近畿大学(1985年開始) 対戦成績 専大13勝　近大8勝 1引分

### 関東大学選手権[※ 1]
- 優勝：1回（1991）
  - 1991年 専修大学 33-31 日本大学
- 準優勝：3回（1986、1995、2002）
  - 1986年 専修大学 0-56 日本大学
  - 1995年 専修大学 0-58 法政大学
  - 2002年 専修大学 17-45 早稲田大学

注釈
1. ↑  2013年大会を以って当方式での同大会は廃止され、向後東日本代表決定戦へは実質的な新1部リーグ「TOP8」で優勝した大学に出場権が与えられる

## 地域貢献
川崎市でのアメリカンフットボールを活かしたまちづくり懇談会での意見交換を踏まえ、2009年よりアメフト部ＯＢが指導する小中学生アメリカンフットボールチーム、「ジュニアグリーンマシーン」「リトルグリーンマシーン」を活動している。
身体能力の向上に加え、論理的な思考力や仲間と目標に向かう姿勢も身に付くアメフトの魅力を、基本練習などで触れることが出来る無料体験教室も定期的に開催している。当日はプロテクターを付けた撮影会も可能。安全面を重視したタッチフットボールの取り組みなど、アメフトの普及にも注力している。

## 主な出身選手
- 渡辺雄一 - 元オービックシーガルズ、2011IFAFアメリカンフットボール世界選手権日本代表
- 清水謙 - オービックシーガルズ、2011IFAFアメリカンフットボール世界選手権日本代表
- 鈴木將一郎 - 元富士通フロンティアーズ、2011、2015IFAFアメリカンフットボール世界選手権日本代表
- 青木大介 - 胎内ディアーズ、2011、IFAFアメリカンフットボール世界選手権日本代表